# Захарија
Захарија (хебр. זְכַרְיָה) је хебрејски пророк из Старог завета, који је пророковао око 520. год. п. н. е. Живео је у исто време кад и пророк Агеј (Јездра 5:1; 6:14).

## Етимологија
Пророк припада посебној старозаветној књизи која носи његово име (Књига пророка Захарије) и заузима претпоследње место међу пророчким књигама. Прво датирано пророчанство књиге датира из 520. п. н. е.: „Осмог месеца, у другој Даријевој години, била је Господња реч Захарији“ (Захарија 1:1), последња 518. п. н. е. Пре Христа: „Четврте године цара Дарија, реч Господња била је Захарији, четвртог дана деветог месеца, Хаслеву“ (Захарија 7:1).

## Библијско казивање
Рођен током вавилонског ропства, преживео га је и по повратку из ропства много допринео моралном оживљавању народа. Заједно с пророком Агејем побуђивао кнеза Зоровавеља да обнови храм јерусалимски. Прорекао свечани улазак Христов у Јерусалим на магарету, младету магаричину; (Зах 9, 9) и Јудино издајство за тридесет сребрника: и измјерише ми плату, тридесет сребрника; (Зах 11, 12) и бежање апостола од Христа у време Његовог страдања: удариће пастира, и овце ће се разбјећи. (Зах 13, 7) Пророк Захарија назива се Срповицем, зато што је у визији видео срп што силази с неба да покоси неправеднике, нарочито лопове и хулитеље имена Божјег. Умро је последње године царовања Дарија Хистаспа, око 520. године пре Христа.
Српска православна црква слави га 8. фебруара по црквеном, а 21. фебруара по грегоријанском календару.

## Књига
Главни чланак: Књига пророка Захарије
Први стих првог поглавља идентификује Пророка Захарију као писца ове књиге. Књига коју је написао Захарија састоји се од 14 поглавља. Ова књига је нај месијанскија, најапокалиптичнија и најсажетјија од свих књига Старог завета. Због јасних месијанских предвиђања (посебно се у трећем поглављу директно спомиње име Исуса као врховног судије (Књига пророка Захарије 3), ову књигу нашироко цитирају аутори Новог завета, процењује се да у Новом завету постоји више од 40 референци и алузија на овог пророка. Књига пророка Захарије је највероватније написана у два основна дела између 520. и 470. године пре нове ере.
„Осмог месеца друге године Даријеве, дође реч Господња пророку Захарији, сину Варахије сина Идовог говорећи: Господ се врло разгневи на оце ваше. Зато им реци: Овако вели Господ над војскама: Вратите се к мени, говори Господ над војскама, и ја ћу се вратити к вама, вели Господ над војскама. Не будите као оци ваши, којима викаху пређашњи пророци говорећи: Овако вели Господ над војскама: Вратите се са злих путева својих и од злих дела својих; али не послушаше нити пазише на ме, говори Господ. Оци ваши где су? И ти пророци живе ли довека?“.— (Књига пророка Захарије 1)
Напомена: део овог текста је преузет из охридског пролога светог владике Николаја Велимировића. Он не подлеже ауторским правима